# Somerset House
Somerset House je rozsáhlá budova nacházející se na jižní straně ulice Strand v Londýnském obvodu Westminster na nábřeží Temže poblíž Waterloo Bridge. Centrální, neoklasicistní část budovy pochází z období let 1776 až 1796 a jejím autorem byl sir William Chambers. Později byla na severu a jihu přistavěna viktoriánská křídla. Dům stejného jména stál na tomto místě již před dvěma sty lety.

## Historie původního domu
Název Somerset House pochází ze jména Edwarda Seymoura, vévody ze Somersetu, strýce (z matčiny strany) a rádce nedospělého krále Eduarda VI. Seymour roku 1547 si postavil na nábřeží Temže velkou rezidenci, jeden ze šlechtických domů stojících podél ulice Strand. Dům byl postaven z kamene pocházejícího z oltáře a kláštera katedrály svatého Pavla, které byly zbořeny Somersetem a jinými vedoucími představiteli protestantů jako součást zrušení klášterů.
Poté, co Somerset upadl roku 1551 v nemilost (a následně byl roku 1552 popraven), připadl dům pod státní správu. Za panování Marie Tudorovny zde žila její nevlastní sestra, princeznou Alžběta, předtím než byla roku 1558 korunována; v 17. století pak manželky králů Jakuba I., Karla I. a Karla II.
V době vlády Jakuba I., kdy byl dům rezidencí jeho ženy Anny Dánské, byl přejmenován na Denmark House. Anna nechala provést rekonstrukci a rozšíření stavby Inigo Jonesem. Přístavba probíhala i za vlády Karla I., včetně kontroverzní dostavby katolické kaple (rovněž navržené Inigo Jonesem), již nechala postavit manželka Karla I. Henrietta Marie.
Za anglické občanské války nabídl parlament nedostavěnou budovu Somerset House k prodeji, ale neúspěšně. Po restauraci se dům opět stal královskou rezidencí a roku 1685 byl upraven Christopherem Wrenem. V 18. století se vztah královského dvora k domu vytratil, a budova byla využita jako skladiště, pro ubytování méně významných návštěv a jako kasárna. Roku 1775 byl dům zbořen.

## Současná budova

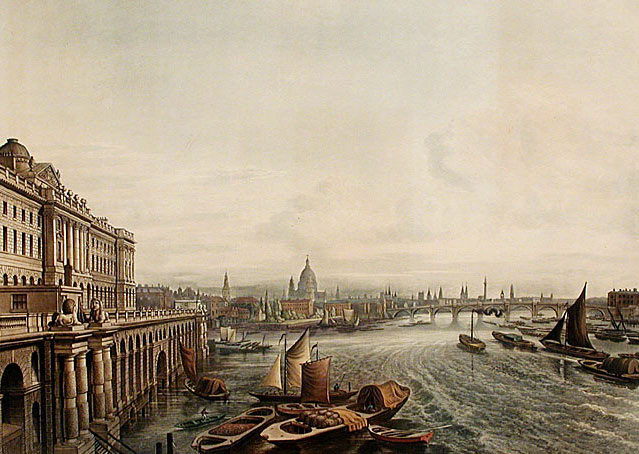
Somerset House na obrazu od Thomase Hosmera Shepherda z roku 1817. V té době tekla Temže bezprostředně kolem domu.

Nový dům na tomto místě začal na sklonku svého života od roku 1775 stavět sir William Chambers. Ve stavbě budovy pokračoval jeho syn Thomas Hardwick a dům byl dokončen po smrti Chamberse Jamesem Wyattem.
Dům byl určen jako sídlo pro vzdělávací instituce, včetně Royal Academy of Arts, kterou Chambers zakládal. V budově sídlily i vládní úřady a pro jejich potřeby byla ve 30. letech 19. století přistavěna dvě křídla.
Spolu s Royal Academy of Arts později v Somerset House sídlily i Royal Society a Society of Antiquaries. Dvě posledně zmíněné společnosti a  Geological Society se v 19. století přestěhovaly do Burlington House na Piccadilly.
Ve 20. století se do budova znovu stala významným centrem uměleckých institucí. První z nich byla Courtauld Institute of Art, zahrnující Courtauld Gallery, jejíž sbírky jsou zaměřeny na díla starých mistrů. Na konci 90. let 20. století se centrální nádvoří stalo parkovištěm a terasy s výhledem na řeku byly rekonstruovány a zpřístupněny veřejnosti. Do Somerset House byla také přemístěna Gilbert Collection, sbírka dekorativního umění a Hermitage Rooms – specializovaná výstava obrazů zapůjčených z galerie Ermitáž. Východní křídlo využívá převážně King's College London.
V zimě je centrální nádvoří využíváno jako přírodní kluziště.